# Fan-Out
Fan-Out (oder fan out bzw. Fanout, deutsch: Ausgangslastfaktor) ist ein Maß für die Fähigkeit eines Logikgatterausgangs (engl. logic gate), Eingänge anderer Bauelemente aus der gleichen Logikfamilie anzusteuern, d. h. die benötigten elektrischen Spannungen und Stromstärken für den fehlerfreien Betrieb sicherzustellen. Dabei muss zwischen Fan-Out und Fan-In (deutsch: Eingangslastfaktor) unterschieden werden. Fan-Out ist dabei ein Maß für die Leistungsfähigkeit eines Ausgangs, während Fan-In ein Maß für die von einem Eingang benötigte Leistung ist.
Der Ausgang eines Logikbauelements kann je nach Bauart einen H-Pegel (elektrischer Strom fließt aus dem Bauelement heraus) oder einen L-Pegel (Strom fließt in das Bauelement hinein) aktiv treiben. Für die Treiberfähigkeit am Ausgang ist Fan-Out eine standardisierte Kenngröße, die sich auf den Lastfall eines standardisierten Bauelements der jeweiligen Logikfamilie bezieht.
An einen Eingang eines Logikbauelements kann ein L-Pegel und ein H-Pegel angelegt werden. Bei einem H-Pegel fließt Strom in das Bauelement hinein, während bei einem L-Pegel Strom aus dem Bauelement herausfließt. Für dieses Verhalten am Eingang eines Logikbauelements ist Fan-In eine standardisierte Kenngröße.
Der Fan-Out und Fan-In kann für Logikgatter, Flipflops und weitere integrierte Logikschaltungen angegeben werden.

## Fan-Out

### Lastverhalten
| Ausgangsart | Fan-Out |
| ----------- | ------- |
| TTL zu TTL  | 10      |
| TTL zu CMOS | 50      |
| CMOS zu TTL | 1       |
| RTL zu RTL  | 3       |

An den Ausgang eines einzelnen Bauelements kann nur eine maximale Anzahl weiterer Bauelementeingänge angeschlossen werden, damit die Pegel für High und Low eingehalten werden können (Bei TTL-Bauelementen sind diese z. B. 0 V bis 0,8 V für „Low“, und 2,4 V bis 5 V für „High“). Diese Anzahl der anschließbaren Bauelementeingängen nennt man Fan-Out eines Bauelements.
Die meisten TTL-Gatter können bis zu 10 digitale Gatter (oder Geräte mit gleichem Lastverhalten) an ihren Ausgängen ansteuern. Daher hat ein typisches TTL-Gatter einen Fan-Out von 10. Diese Werte sind abhängig von den Logikfamilien und von den einzelnen Bauelementtypen einer Logikfamilie.
Bei Überschreitung des maximalen Fan-Outs kann die sehr niedrige Ausgangsimpedanz im Zusammenhang mit dem Pull-Down-Widerstand den High-Zustand der logischen Signale nicht mehr erreichen. Dadurch können nachfolgende Geräte (Gatter) die ankommenden Signale (aus dem Ausgang) nicht mehr richtig auswerten. Dies kann man durch Zwischenschalten eines zusätzlichen Treiber-Bauelements umgehen.

### Berechnung
Das Fan-Out wird aus dem Verhältnis der Ausgangsstromstärke {\displaystyle I_{\mathrm {out} }} und der Eingangsstromstärke {\displaystyle I_{\mathrm {in} }} berechnet. So ergibt der abgerundete Wert des Quotienten von {\displaystyle I_{\mathrm {out} }} dividiert durch {\displaystyle I_{\mathrm {in} }} das Fan-Out:
{\displaystyle {\text{Fan-Out}}=\left\lfloor {\frac {I_{\mathrm {out} }}{I_{\mathrm {in} }}}\right\rfloor ={\text{floor}}\left({\frac {I_{\mathrm {out} }}{I_{\mathrm {in} }}}\right)}
Anmerkung: {\displaystyle \lfloor \;\rfloor } ist eine Gaußklammer und bedeutet, dass bis zur nächsten kleineren ganzen Zahl abgerundet wird.

### Überschreitung des Fan-Outs
Betrachten wir den Fall, wenn der maximal zulässige Fan-Out eines Bauelements überschritten wird. Jedes digitale Bauelement besitzt eine maximale Stromtreiberfähigkeit am Ausgang für einen L-Pegel (der Ausgang wird gegen Masse geschaltet) und für einen H-Pegel (der Ausgang wird gegen die Versorgungsspannung geschaltet). Wird der Maximalstrom am Ausgang des sendenden Bauelements überschritten, kann es zur Stromüberlastung und im schlimmsten Fall zur Zerstörung des Bauelements kommen.
Sofern es aber nicht zur Beschädigung des Bauelements kommt, hat eine Überlastung aber doch Rückwirkungen auf das Schaltverhalten des Bauelements. Bei einer Überlastung eines Bauelements kann es zu Änderungen beim Logikpegel kommen. Betrachten wir beispielsweise den Spannungsbereich für einen L-Pegel eines Bauelements. Wenn das Bauelement ein L-Signal sendet, liegt beispielsweise am Ausgang eine Spannung im Bereich zwischen 0 V und 0,8 V an. Bei Überlastung kann ein Ausgangspegel anliegen, der größer als der Maximalwert von 0,8 V ist. Bei nachfolgenden Bauelementen besteht das Risiko, dass dieser überhöhte Spannungspegel im nicht definierten Eingangsspannungsbereich liegt. Beim H-Pegel kann der gleiche Fall auftreten. Für den H-Pegel wird beispielsweise ein Spannungsbereich von 2,4 V bis 5,0 V angegeben. Bei Überlastung kann der tatsächliche Ausgangsspannungswert unterhalb der 2,4 V liegen, was ebenfalls beim Empfängerbauelement im nicht definierten Eingangsspannungsbereich liegen kann und somit Störungen zur Folge haben kann.
Als weitere Folge davon kann es zu einem sehr langsamen Spannungsanstieg kommen, was sich in einer schlechten Flankensteilheit äußert. Eine unzureichende Flankensteilheit des übertragenen Signals kann beim Empfänger ebenfalls zu Störungen führen, da beim Schaltvorgang der nicht definierte Eingangsspannungsbereich des nachfolgenden Bauelements zu langsam durchschritten wird.

### Überdimensionierter Fan-Out
Betrachten wir den zweiten Fall, bei dem der Fan-Out um ein Vielfaches über dem benötigten Fan-Out liegt. Sehr treiberstarke Bauelemente mit einem großen Fan-Out besitzen meist eine hohe Stromtreiberfähigkeit. Dies hat auf die Signalpegel besondere Vorteile, denn bei diesen Bauelementen liegt der tatsächliche Ausgangsspannungswert beim L-Pegel meist an der unteren Definitionsgrenze von 0,0 V und beim H-Pegel meist an der oberen Definitionsgrenze in Höhe der Versorgungsspannung (analog zu obigen Beispiel meist geringfügig unterhalb 5,0 V). Für die absoluten Spannungspegel wirkt sich das positiv aus.
Weiterhin kommt es bei diesem Anwendungsfall meist auch zu sehr schnellen Umschaltvorgängen, was sich in einer sehr hohen Flankensteilheit niederschlägt. Aufgrund dieser sehr schnellen Transienten kann es zur Abstrahlung von Störsignalen (fehlende Elektromagnetische Verträglichkeit) kommen. Weiterhin kann es bei den Ausgangssignalen zu Einschwingvorgängen kommen. Bedingt durch die Aufbautechnik der Schaltung (meist in Form von Leiterplatten) kommen diese parasitären Einflussgrößen (Kondensatoren und Spulen) bei schnellen Umschaltvorgängen verstärkt zur Wirkung und verursachen Störungen.

## Fan-In
Am Eingang eines Logikbauelements fließt wie oben beschrieben bei einem H-Pegel Strom hinein und bei einem L-Pegel Strom heraus. Je nach Bauart eines Bauelements können diese Ströme unterschiedlich sein. Zur Standardisierung dieser Ströme gibt es den Fan-In. Dieser gibt an, wie groß der tatsächliche Strom eines konkreten Bauelements gegenüber einem standardisierten Vergleichsbauelement der gleichen Familie ist.
Bei einem standardisierten Bauelement der Logikfamilie beträgt der Fan-In 1. Ist für eine Chipfamilie (z. B. Transistor-Transistor-Logik) der Fan-In für alle Bauelementtypen gleich, so kann jedes Bauelement mit einem Fan-In (Eingangslastfaktor) von 1 angenommen werden.
Bauelemente der betrachteten Logikfamilie, welche bauartbedingt beispielsweise die doppelten Eingangsströme besitzen, haben einen Fan-In von 2 (bezogen auf das standardisierte Bauelement der Logikfamilie). Bei der Berechnung des Lastverhaltens am Ausgang des vorgeschalteten Treiberbauelements muss diese doppelte Strombelastung berücksichtigt werden.
Bauelemente mit einem hohen Fan-In haben höhere Eingangsströme zur Folge. Dadurch kommt es zu langsameren Umschaltvorgängen und zu einer stärkeren Belastung des sendenden Bauelements. Weiterhin wird hierdurch der Spannungswert für einen H-Pegel reduziert, während der Spannungswert für einen L-Pegel angehoben wird. Im Extremfall kann der Spannungspegel im nicht definierten Eingangsspannungsbereich liegen.